# 파트리크 피셔 (1975년생 아이스하키 선수)
파트리크 피셔(독일어: Patrick Fischer, 1975년 9월 6일~)는 스위스의 아이스하키 선수, 지도자이다. 현역 선수 시절 포지션은 센터이며, 현재 스위스 대표팀의 감독을 맡고 있다.
스위스 프로 아이스하키 리그인 내셔널 리그 A에서 활동했으며 EV 추크, HC 루가노, HC 다보스 소속으로 뛰었다. 또한 2006년부터 2007년까지 내셔널 하키 리그(NHL)의  피닉스 카이오티스 소속으로 활동했다. 그는 스위스 대표팀의 일원으로 아이스하키 국가대항전에 출전했으며 2번의 올림픽(2002, 2006), 7번의 세계 선수권 대회에 참가했다.
피셔는 2016년부터 스위스 국가대표팀의 감독을 맡고 있으며 세계 선수권 대회 3회 준우승에 기여했다.